# Rodament magnètic
Un rodament magnètic és un rodament que sosté una càrrega utilitzant levitació magnètica. Els rodaments magnètics permeten sostenir parts mòbils sense tenir contacte físic amb elles. Per exemple, són capaços de levitar a un eix que trencada i permetre moviments relatius amb molt baixa fricció i sense desgast mecànic. Els rodaments magnètics són el tipus de rodament que poden suportar les majors velocitats i no es coneix posseeixin una velocitat màxima límit.
Els rodaments magnètics passius (RMPS) utilitzen imants permanents i, per tant, no requereixen de potència elèctrica, però són difícils de dissenyar a causa de les limitacions que resulten del teorema de Earnshaw. Les tècniques que utilitzen materials diamagnètics es troben poc desenvolupades i depenen en gran manera de les característiques del material. Per tant, la majoria dels rodaments magnètics són rodaments magnètics actius (RMAs), que utilitzen electroimants que requereixen del subministrament continu de potència elèctrica i un sistema de control actiu per mantenir estable a la càrrega. En un disseny combinat, sovint s'utilitzen imants permanents per suportar la càrrega estàtica i el RMA és utilitzat quan l'objecte que levita s'aparta de la seva posició òptima. Els rodaments magnètics en general requereixen d'un rodament de back-up en cas de falla del sistema de potència o del sistema de control.
Els rodaments magnètics són utilitzats en diverses aplicacions industrials com ara generació de potència elèctrica, refinació de petroli, operació de màquines eines i gestió de gas natural. També són utilitzats en la centrifugadora Zippe utilitzada per a enriquir urani. Els rodaments magnètics són utilitzats en bombes turbo moleculars, on no és possible fer servir rodaments lubricats amb oli ja que serien una font de contaminació.

## Disseny
Un rodament magnètic actiu (RMA) funciona sobre la base del principi de suspensió electromagnètica i consisteix d'un conjunt electroimant, una sèrie d'amplificadors de potència que subministren corrent als electroimants, un controlador, i sensors de huelgo amb electrònica associada per proveir la realimentació necessària per controlar la posició del rotor al huelgo. L'amplificador de potència subministra un corrent bias idèntica a dos parells d'imants situats en costats oposats del rotor. El controlador regula aquestes forces contraposades, variant el corrent bias mitjançant pertorbacions de corrent iguals i oposades en la mesura que el rotor es desvia de la seva posició.